# Mascarilla FFP3

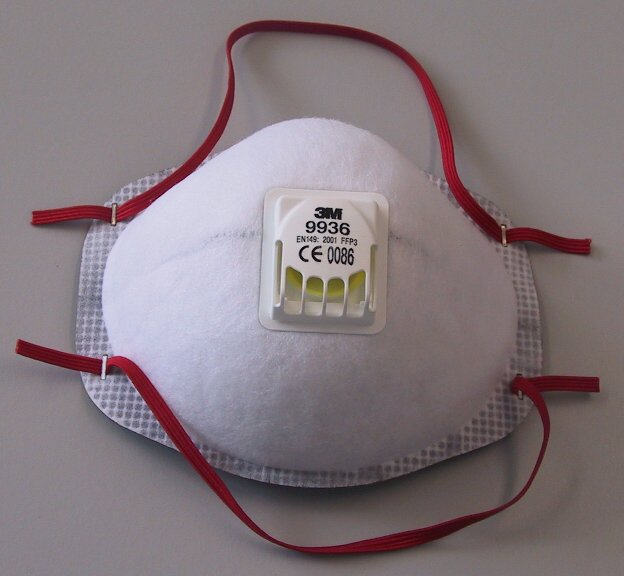
Mascarilla FFP3

La mascarilla FFP3 es uno de los modelos de máscara protectora autofiltrante de tipo desechable que sirve para filtrar el 99 % de las partículas del aire según la normas europeas EN 143 y EN 149. Es utilizada en usos industriales y como respirador/mascarilla quirúrgica en usos sanitarios y hospitalarios, así como en epidemias para evitar enfermedades contagiosas e intrahospitalarias.

## Usos hospitalarios y sanitarios
A pesar de que las mascarillas FFP2 son utilizadas para evitar la inhalación de aerosoles, las mascarillas FFP3 son las que presentan eficiencia en la filtración contra microorganismos y virus. También filtran todo aquello de lo cual protegen las de tipo FFP2 y aparte: sustancias carcinogénicas, madera pulverizada, y partículas volátiles con cromatos, cobalto, níquel, así como para evitar contagios de agentes patológicos que se hallan en bioaerosoles (microorganismos y virus) y la inhalación de aerosoles radioactivos. Sus indicaciones más concretas y específicas son para los profesionales sanitarios que participen en los siguientes procedimientos médicos:
- Intubación endotraqueal, sola o asociada a reanimación cardio-pulmonar o broncoscopia, procedimientos en los que la evidencia está asociada a la transmisión de patógenos.
- Lavado broncoalveolar.
- Ventilación manual previa a la intubación, ventilación no invasiva, y traqueotomía.

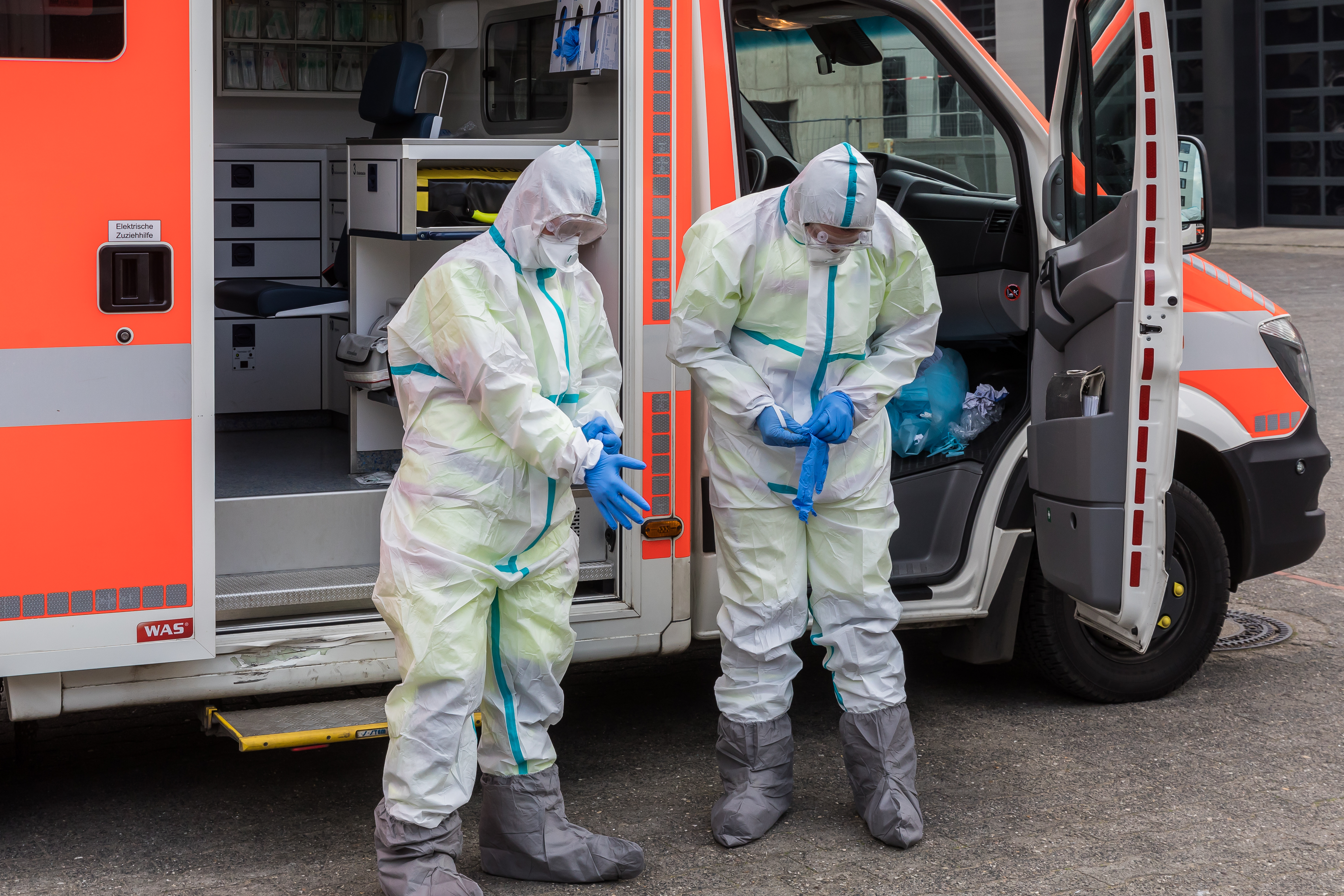
Personal de rescate en Colonia con el Equipo de protección individual -EPI- (monos, botas, guantes, gafas y máscarillas FFP3